# Джунгли

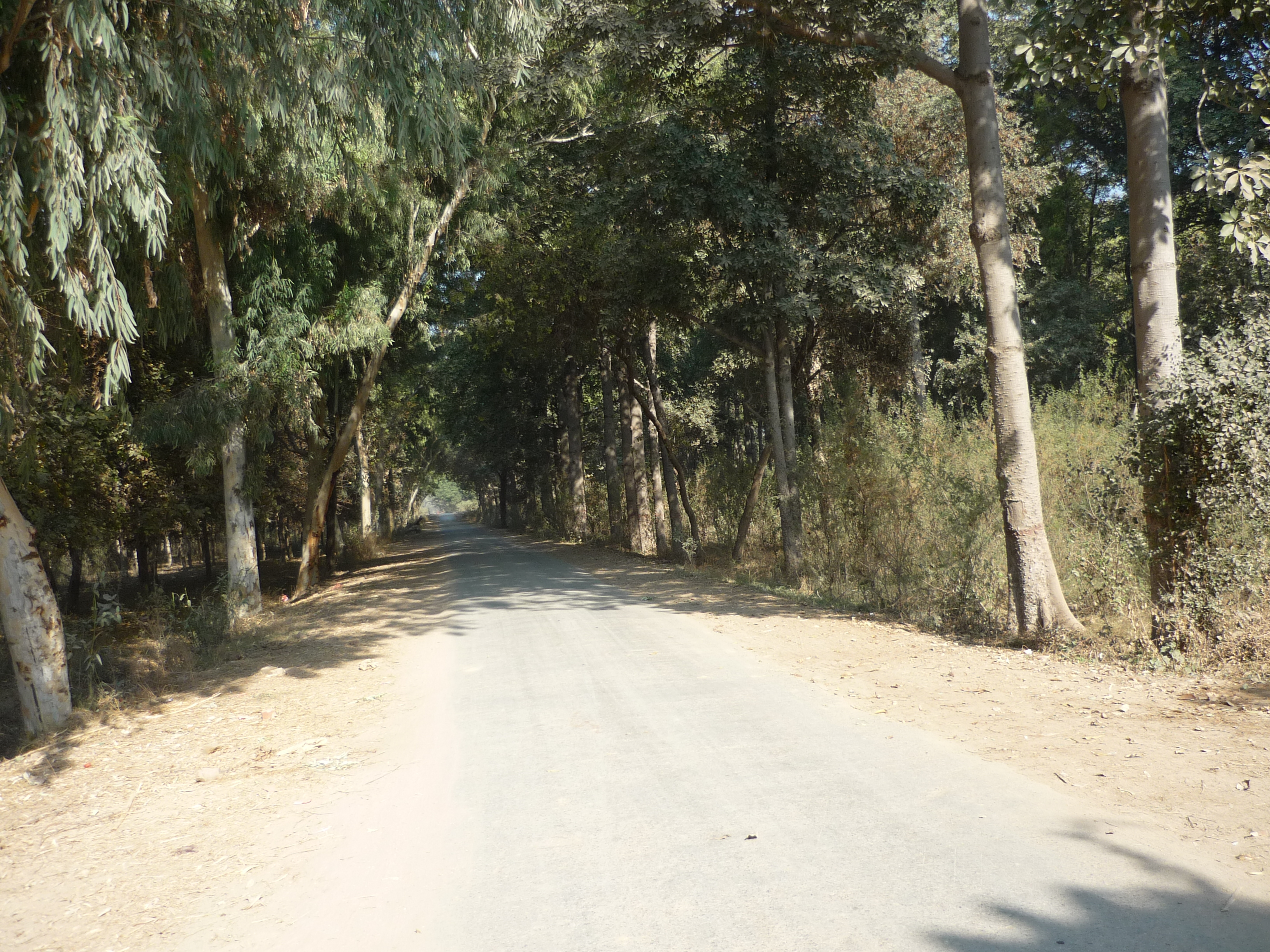
Дорога в джунглях Пенджаба, Пакистан

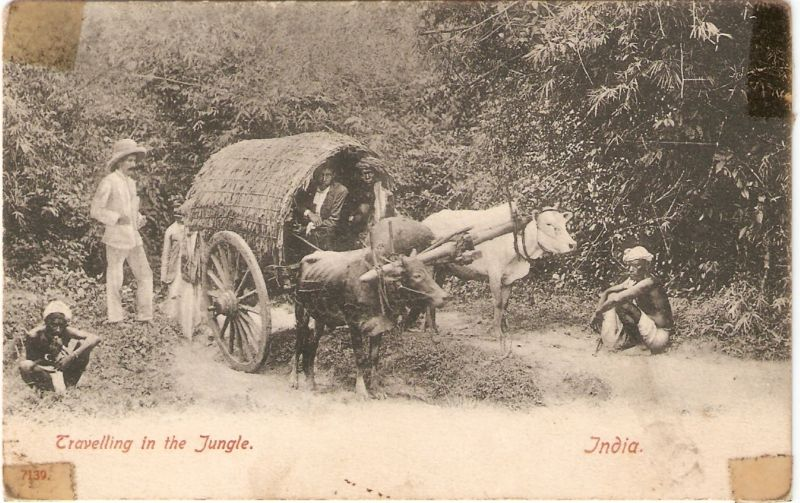
Путешественники в джунглях

Джу́нгли — древесно-кустарниковые заросли в сочетании с высокими грубостебельными злаками. Под этим словом также понимаются непроходимые густые тропические или субтропические леса и кустарники, перевитые деревянистыми лианами, но в научных кругах такое понимание считается некорректным. Термин «джунгли» не относится ни к какому-либо определённому типу растительности, ни к какому-либо местообитанию. Территория джунглей повсеместно осваивается под хозяйственные нужды, в связи с чем она постоянно уменьшается. Богатство флоры и фауны по сравнению с прошлым разнообразием заметно уменьшилось.

## Этимология
Русское слово «джунгли» происходит от английского jungle, корни которого уходят в санскрит, где слово «джангала» (санскр.  जङ्गल) означало «невозделанные земли». Жившие в Индии англичане позаимствовали это слово из хинди и урду, в которых оно к этому времени означало «лес», и стали употреблять его в значении «непроходимые заросли».

## Распространение
Джунгли характерны для муссонных тропических областей Южной и Юго-Восточной Азии, большая часть произрастает в Индии, Индокитае, на Зондских островах. Наиболее типичные джунгли, тераи, произрастают в болотистых местностях с влажнотропическим или субтропическим климатом вдоль Ганга у подножия Гималаев.

## Происхождение
Джунгли образуются на заброшенных пашнях, местах вырубки и гарях, то есть являются следствием человеческой деятельности. Первыми появляются высокие злаки и кустарники, перевязанные многочисленными лианами, позже вырастают быстрорастущие деревья мягких древесных пород.

## Флора

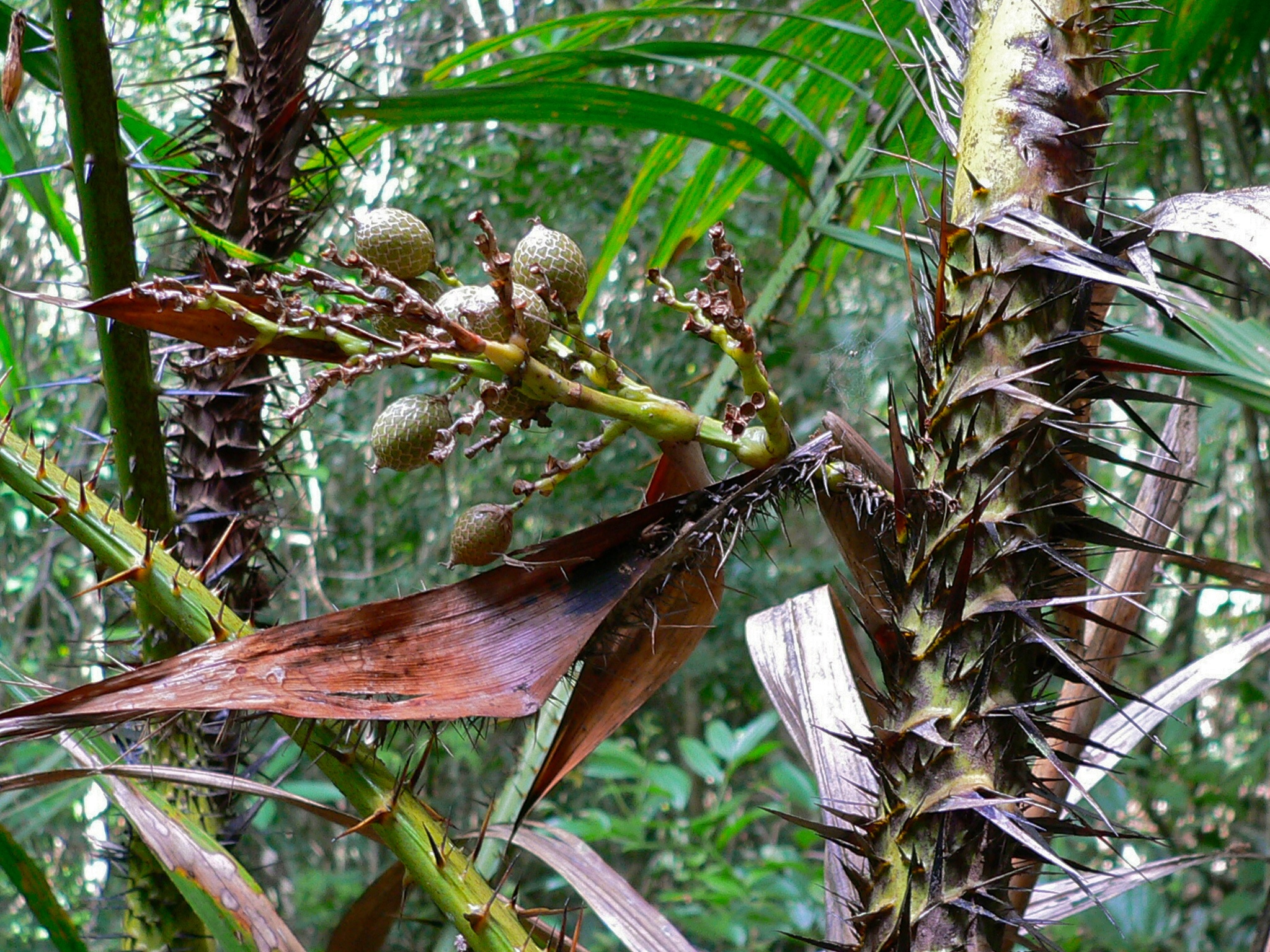
Ротанговая пальма

Характерными для джунглей древесными растениями являются сал (Shorea robusta), сиссу (Dalbergia sissoo), акации, стеркулия, стволы деревьев перевиты лианами, наиболее распространены древовидная ротанговая пальма из рода Каламус и ещё несколько видов лазающих пальм. Из травянистых растений преобладают высокие злаки — дикий сахарный тростник (Saccharum spontaneum), слоновый камыш (Typha elephantina), эриантус, бамбук и др.

## Различное использование

### Как влажный лес
Поскольку европейские исследователи первоначально путешествовали через тропические леса в основном по реке, густая спутанная растительность, выстилающая берега ручья, создавала обманчивое впечатление, что такие условия джунглей существуют по всему лесу. В результате было ошибочно принято, что весь лес был непроходимыми джунглями. Это, в свою очередь, привело к появлению второго популярного использования джунглей как практически любого влажного тропического леса. Джунгли в этом контексте особенно ассоциируются с тропическим дождевым лесом, но могут распространяться на туманный лес, тропический лес с умеренным климатом и мангровые заросли.

### Как метафора
В публицистике слово «джунгли» часто олицетворяет среду существования, характеризующуюся плохими условиями, безнравственными жестокими отношениями и т. п.
- Каменные джунгли — городские трущобы
- Джунгли преступного мира
- Закон джунглей — полное беззаконие, с открытым произволом и насилием[16].